# Iglesia católica bizantina en Italia

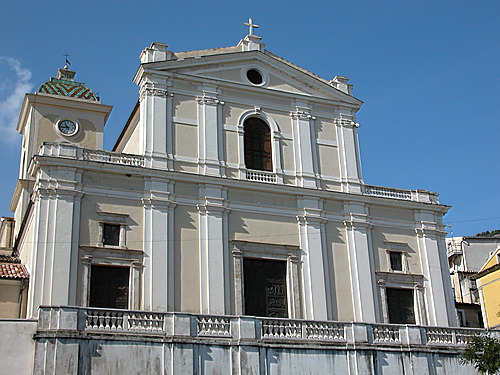
Catedral San Nicola di Mira de la eparquía de Lungro.

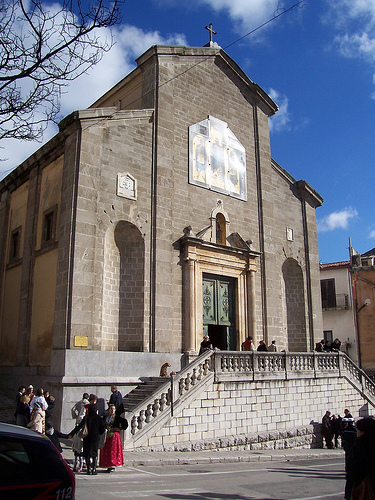
Catedral San Demetrio Megalomartire de la eparquía de Piana de los albaneses

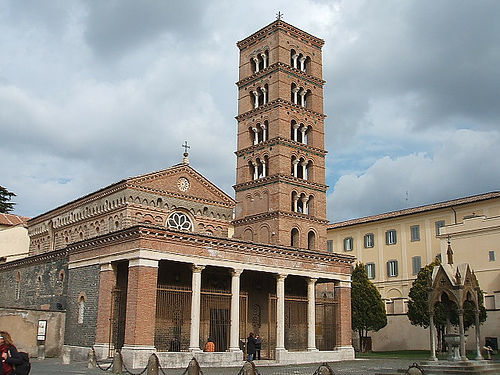
Catedral exarquial de la abadía territorial de Santa María de Grottaferrata.

La Iglesia católica bizantina en Italia, Iglesia católica ítalo-albanesa o Iglesia católica griega ítalo-albanesa (en italiano: Chiesa bizantina cattolica in Italia, en albanés: Kisha Bizantine Arbëreshe y en el Anuario Pontificio: Chiesa Italo-Albanese hasta 2011 y Chiesa Bizantina in Italia desde 2012) es una de las 24 Iglesias sui iuris integrantes de la Iglesia católica. Es una Iglesia oriental católica que sigue la tradición litúrgica constantinopolitana (o bizantina) en la que utiliza como lenguaje litúrgico el griego y como lenguas auxiliares el italiano y el arbëreshë. La Iglesia carece de un jerarca que la presida y se divide en Italia en dos ramas independientes entre sí aunque relacionadas por sínodos extraordinarios. La rama ítalo-albanesa está organizada en dos eparquías inmediatamente sujetas a la Santa Sede y la rama greco-italiana se centra en la abadía territorial de Santa María de Grottaferrata, también inmediatamente sujeta a la Santa Sede. Las dos ramas están bajo supervisión de la Congregación para las Iglesias Orientales.

## Organización
La Iglesia católica bizantina está presente en Italia con dos realidades distintas:
- Tradición ítalo-griega (rito bizantino: uso ítalo-griego de la recensión greco-italiana de la tradición greco-bizantina) de la abadía territorial de Santa María de Grottaferrata en el Lacio, monasterio dirigido por monjes basilianos que fue fundado en 1004 por el monje griego de Calabria san Nilus de Rossano, y ha continuado en operación desde entonces. Es el único de los monasterios ítalo-griegos que ha sobrevivido. De acuerdo al Anuario Pontificio 2015 tiene: 12 fieles, 1 parroquia, 1 sacerdote secular, 9 sacerdotes religiosos, 9 religiosos, y 2 religiosas. Desde el 4 de noviembre de 2013 se encuentra vacante el cargo de abad ordinario y superior de la Orden Basiliana de Grottaferrata, que no tiene normalmente jerarquía episcopal.
- Tradición ítalo-albanesa bizantina (rito bizantino: uso ítalo-albanés de la recensión greco-italiana de la tradición greco-bizantina) de las comunidades albanesas o arbëreshë presentes desde el siglo XV en Italia, que conservan el rito bizantino y que se organizan en dos eparquías: la eparquía de Lungro basada en Calabria y la eparquía de Piana de los albaneses en Sicilia.[3] De acuerdo al Anuario Pontificio 2017, la primera tiene: 32 800 fieles, 2 obispos, 29 parroquias, 44 sacerdotes seculares, 32 religiosas y 5 seminaristas. La eparquía de Piana tiene: 23 000 fieles, 1 obispo, 15 parroquias —5 de rito latino—, 24 sacerdotes seculares —8 de rito latino—, 21 religiosos, 55 religiosas, 1 diácono permanente, y 6 seminaristas.[4]

## Comunidades
De acuerdo al Anuario Pontificio 2018 en la Iglesia bizantina en Italia a fines de 2017 existían las siguientes circunscripciones eclesiásticas:
| Circunscripción              | Tipo               | País/países | Provincia eclesiástica                | Ciudad sede          | Fieles bautizados (2017) | Eparcas | Parroquias | Sacerdotes seculares | Sacerdotes religiosos | Religiosos | Religiosas | Diáconos permanentes | Seminaristas |
| ---------------------------- | ------------------ | ----------- | ------------------------------------- | -------------------- | ------------------------ | ------- | ---------- | -------------------- | --------------------- | ---------- | ---------- | -------------------- | ------------ |
| Lungro                       | Eparquía           | Italia      | Inmediatamente sujeta a la Santa Sede | Lungro               | 32 800                   | 1       | 29         | 44                   | 0                     | 0          | 32         | 0                    | 6            |
| Piana                        | Eparquía           | Italia      | Inmediatamente sujeta a la Santa Sede | Piana degli Albanesi | 23 000                   | 2       | 15         | 24                   | 0                     | 4          | 55         | 4                    | 4            |
| Santa María de Grottaferrata | Abadía territorial | Italia      | Inmediatamente sujeta a la Santa Sede | Grottaferrata        | 12                       | 0       | 1          | 0                    | 9                     | 9          | 3          | 0                    | 0            |
| TOTAL                        | -                  | -           | -                                     | -                    | 55 812                   | 3       | 45         | 68                   | 9                     | 13         | 90         | 4                    | 10           |

La eparquía de Lungro (493 km²) en la Italia continental comprende 9 sectores separados de la región de Calabria en los cuales el eparca tiene jurisdicción territorial exclusiva incluso sobre los fieles de rito latino. En la provincia de Cosenza comprende 24 parroquias en las 17 comunas de: Acquaformosa, Castroregio (2 parroquias), Castrovillari, Civita, Corigliano Calabro, Cosenza, Falconara Albanese, Firmo (2 parroquias), Frascineto (2 parroquias), Lungro (2 parroquias, incluso la catedral San Nicola di Mira), Plataci, San Basile, San Benedetto Ullano (2 parroquias), San Demetrio Corone (2 parroquias), San Giorgio Albanese, Santa Sofia d'Epiro, Vaccarizzo Albanese. En la comuna de San Cosmo Albanese solo comprende a los fieles de rito bizantino. En la provincia de Potenza comprende 2 parroquias en las comunas de San Costantino Albanese, y San Paolo Albanese. Comprende también una parroquia ubicada en Villa Badessa en la comuna de Rosciano, provincia de Pescara de la región de Abruzos, y la parroquia personal bizantina en la comuna de Lecce, provincia de Lecce en la región de Apulia.
La eparquía de Piana comprende al rito bizantino en toda Sicilia y además 4 sectores separados (418 km²) en los cuales el eparca tiene jurisdicción territorial exclusiva incluso sobre los fieles de rito latino. Comprende 5 comunas de la Ciudad Metropolitana de Palermo: Piana degli Albanesi (con la catedral San Demetrio megalomartire y otras 4 parroquias bizantinas y 1 latina), Contessa Entellina (2 parroquias bizantinas y 1 latina), Mezzojuso (1 parroquia bizantina y 1 latina), Palazzo Adriano (1 parroquia bizantina y 1 latina), y Santa Cristina Gela (1 parroquia latina). Los fieles bizantinos de Palermo conforman una parroquia personal en la concatedral San Nicolò dei Greci alla Martorana.
La abadía territorial de Santa María de Grottaferrata está limitada a los muros del monasterio, en el cual hay una parroquia reservada para los habitantes de la abadía.
Los tres circunscripciones eclesiásticas están inmediatamente sujetas a la Congregación para las Iglesias Orientales de la Santa Sede. De hecho, es una Iglesia con tres jurisdicciones sui iuris de igual rango y sin un primado.
Hay dos congregaciones religiosas bizantinas: la Orden Basiliana de Grottaferrata y la Congregación de las Hijas de Santa Macrina. Las vocaciones no surgen ya de la población general italiana, sino que generalmente salen de los ítalo-albaneses y de los monjes de los nuevos monasterios en Sicilia y Calabria.
Bajo dependencia de diócesis latinas han sido creadas en Italia algunas parroquias personales para los fieles bizantinos:
- Parroquia Santa Maria del Graffeo en Messina, para los fieles ítalo-griegos dentro de la arquidiócesis de Mesina-Lipari-Santa Lucia del Mela;
- Parroquia San Giovanni Crisostomo en Bari, para los fieles ítalo-albaneses dentro de la aquidiócesis de Bari-Bitonto;
- Parroquia San Michele Arcangelo en Turín, para los fieles ítalo-albaneses dentro de la aquidiócesis de Turín.

Existen también en Italia iglesias que sin ser parroquias ofician en rito bizantino para los ítalo-griegos o ítalo-albaneses:
- Iglesia Sant’Atanasio dei Greci en Roma, que es una rectoría de la parroquia latina de San Giacomo in Augusta en el vicariato de Roma;
- Iglesia San Basilio agli Orti Sallustiani que es una rectoría atendida por los basilianos de Grottaferrata en la parroquia latina de San Camillo de Lellis en el vicariato de Roma;[9]
- Iglesia de Gesù e Maria en Regio de Calabria, que pertenece a la parroquia latina Santa Maria della Cattolica del Greci en la arquidiócesis de Regio de Calabria-Bova.

En algunas partes del sur de Italia, una forma del lenguaje griego se conserva aún, en particular cerca de Tarento y en Calabria, remanentes de una situación que fue alguna vez muy extendida, especialmente en Sicilia, que fue casi enteramente griega cuando en 831 los árabes comenzaron su conquista de la isla.
Comunidades ítalo-albanesas se formaron también en las ciudades de Milán, Nápoles, y Crotona, así como en Suiza y Alemania.
En Estados Unidos existen para la diáspora:
- Parroquia Our Lady of Wisdom Church en Las Vegas, Nevada, ítalo griega bizantina bajo jurisdicción de la eparquía de Santa María del Patrocinio en Phoenix de la Iglesia católica bizantina rutena;[10][11]
- Italo-Greek Catholic Mission of Our Lady of Grace en Nueva York, bajo jurisdicción de la arquidiócesis de Nueva York.[12][13]

Otras comunidades existen en Canadá; en Brasil en donde hay una comunidad ítalo-albanesa que se reúne en la parroquia latina de Nossa Senhora Aparecida en Río de Janeiro y hace parte del ordinariato oriental de Brasil; y en Argentina, en donde hay una pequeña comunidad de ítalo-albaneses en Buenos Aires que forman parte del ordinariato oriental de Argentina.

## Historia

### Período bizantino
La conquista de Italia por el Imperio bizantino durante la Guerra gótica (535-554) inició un período bizantino que incluyó la dominación imperial del papado entre 537 y 752.
No está claro si el rito bizantino fue seguido en alguna diócesis del sur de Italia o de Sicilia antes del siglo IX, pero la gradual helenización de esas regiones, junto con la fundación de numerosos monasterios griegos, debió afectar la vida litúrgica. El monasticismo griego recibió un fuerte impulso en Italia luego de que los musulmanes del Califato ortodoxo invadieron Siria y Egipto, y luego por las disputas iconoclastas en el Imperio bizantino. Los monjes griegos del sur de Italia retuvieron su rito, mientras que la invasión lombarda cortó sus comunicaciones con la Iglesia latina.
Cuando en 726 el emperador bizantino León III el Isaurio transfirió el sur de Italia de la jurisdicción papal a la del patriarca de Constantinopla, el proceso de helenización se volvió más rápido. Recibió aún más impulso por la conquista musulmana de Sicilia, pues los griegos y helenizados de esa isla huyeron a Calabria y Apulia. Finalmente, en 968 el emperador Nicéforo II y el patriarca Polieucto de Constantinopla obligaron a los obispos a adoptar el rito bizantino. Esta orden recibió oposición en algunas diócesis, tales como Bari, Casano, y Tarento, que lograron mantener el rito latino, lo mismo que Trani en donde en 983 se le permitió en premio a la ayuda del obispo en la captura de la ciudad por los griegos. En 1054 se produjo el Cisma de Oriente. En cada diócesis hubo algunas iglesias que retuvieron el rito latino, mientras que luego de su restauración permanecieron iglesias griegas con sus clérigos nativos griegos.

### Relatinización del sur de Italia
La restauración del rito latino comenzó con la conquista normanda de Italia Meridional en el siglo XI, especialmente al principio, cuando clérigos normandos fueron nombrados obispos. Otro potente factor fueron las reformas del papa Gregorio VII, quien en sus esfuerzos en favor del celibato entre los sacerdotes latinos, vio como mal ejemplo a los sacerdotes griegos casados. Sin embargo, él y sus sucesores reconocieron el rito y la disciplina bizantina en dondequiera que estuvieran en legítima posesión, y los obispos latinos ordenaron también sacerdotes griegos. Los príncipes normandos respetaron el rito de sus súbditos griegos, que les fue afecto en los numerosos monasterios basilianos (en el siglo XV quedaban 7 de ellos en la arquidiócesis de Rossano). La latinización de las diócesis era ya completa en el siglo XVI. Entre las diócesis que mantuvieron más tiempo el rito bizantino estuvieron Acerenza (1302), Gerace (1467), Oppido (1472), Rossano (1460), Gallipoli (1513), Bova (en tiempos del papa Gregorio XIII), etc. Pero aun después permanecían muchos sacerdotes griegos en algunas diócesis, entre ellas Otranto, que en 1583 tenía 200 sacerdotes griegos casi todos nativos. En Reggio Calabria, Count Ruggiero en 1092 dio a los griegos la iglesia S. Maria della Cattolica, que tenía un protopapa exento de la jurisdicción del obispo hasta 1611. En 1695 esta diócesis tenía 59 sacerdotes griegos, y 30 años después solo quedaba uno. Rossano aun tenía un clérigo griego en el siglo XVII. De los monasterios basilianos solo quedó el de Grottaferrata, cerca de Roma. En Sicilia la latinización fue más fácil y radical, ya que durante la ocupación musulmana la mayoría de sus diócesis quedaron sin obispo, por lo que la instalación de los obispos latinos no encontró dificultades. Otro factor fue que los normandos fueron recibidos como libertadores y no como conquistadores.
Importantes colonias griegas, fundadas principalmente por razones comerciales, fueron localizadas en Venecia, Ancona (en donde los papas Clemente VII y Paulo III cedieron a los griegos las iglesia de S. Anna, que perdieron en 1833, y fue declarada cismática en 1797), Bari, Lecce (en donde hasta el siglo XIX en la iglesia S. Nicola el culto fue realizado en lengua griega y rito latino), Nápoles (en donde tenían la iglesia SS. Pietro e Paolo, erigida en 1526 por Tommaso Paleólogo Assagni), Livorno (en donde tenían la iglesia de la Annunziata hasta 1607).
En Roma el griego fue la lengua oficial de la Iglesia hasta el siglo III, y hubo siempre una gran colonia de rito griego. Desde el fin del siglo VI hasta los siglos IX y X hubo varios monasterios griegos, entre los cuales: San Saba, San Erasmo, San Silvestro in Capite, el monasterio cerca de Santa Maria Antiqua a los pies del Palatino. Antes del siglo X los griegos tuvieron en Roma su propia scholae cerca de la iglesia de Santa Maria in Cosmedin. Aun la liturgia pontifical tenía algunos pasajes cantados en griego.

### Afluencia albanesa
Además de la primera gran emigración albanesa que tuvo lugar entre 1467 y 1470 después de la muerte de Scanderbeg (cuando su hija, princesa de Bisignano, invitó a sus compatriotas al Reino de Nápoles), hubo otras dos, una bajo el sultán otomano Selim II (1566–1574), dirigida a los puertos del mar Adriático y a Livorno; y otra alrededor de 1740. Con el curso de tiempo los ítalo-griegos fueron asimilados por la población circundante, y muchas de sus villas se volvieron enteramente latinas.
No todos esos albaneses eran del rito bizantino, ya que en el norte de Albania eran principalmente del rito latino. De los emigrados de rito bizantino, algunos eran ya católicos, por ejemplo los de la iglesia de San Vito en Piana degli Albanesi y otros poco después aceptaron la autoridad de los obispos locales de rito latino. Su presencia atrajo también a los remanentes de las comunidades greco parlantes y algunos otros que huyeron de Grecia debido a la conquista turca. En 1595 el papa Clemente VIII promulgó una instrucción para guiar a los obispos de rito latino que tuvieran católicos griegos en sus diócesis y el papa Benedicto XIV revisó estas instrucciones completamente en 1742, proveyendo a los ítalo-griegos y a los ítalo-albaneses con un pequeño código de leyes canónicas.
Para educar a los clérigos griegos el papa Gregorio XIII fundó en 1577 en Roma el Pontificio Colegio de San Atanacio, que sirvió también para los católicos griegos del Oriente y para los rutenos, hasta que un colegio especial fue instituido por el papa León XIII para esos propósitos. Otro colegio eclesial greco-bizantino fue fundado en Piana degli Albanesi en 1715 por Giorgio Guzzetta. En Firmo el seminario de SS. Pietro e Paolo existió desde 1663, erigido por la Propaganda Fide para suministrar sacerdotes a Albania, pero fue suprimido en 1746. Finalmente, el papa Clemente XII en 1736 fundó el Colegio Corsini en la antigua abadía de San Benedetto Ullano (en Calabria) a cargo de un obispo o arzobispo residencial de rito griego. En 1794 fue transferido a San Demetrio Corone, en el antiguo monasterio basiliano de S. Adriano. Desde 1849, y especialmente desde 1860, este colegio fue secularizado.
Seminarios para los albaneses de Italia fueron establecidos en San Benedetto Ullano (1732) y luego en San Demetrio Corone, y en Palermo en 1734.

### Establecimiento de la jerarquía
El Reino de Italia secularizó las órdenes religiosas en 1866, y sólo al monasterio de Grottaferrata, considerado un monumento nacional, le fue permitido continuar, con los monjes como sus guardianes. Con el tiempo las autoridades civiles le han permitido aumentar su independencia. En 1880 la Santa Sede ordenó que la liturgia del monasterio fuese purgada de los elementos latinos que fueron introducidos a lo largo de los siglos.
Hasta 1919 los ítalo-griegos estaban sujetos a la jurisdicción de obispos diocesanos latinos. Sin embargo, los papas nombraban un arzobispo titular residente en Roma para la ordenación de sus sacerdotes. El papa Benedicto XIV, en la bula Etsi pastoralis (1742), recolectó, reordenó y completó los diversos decretos de sus predecesores respecto de los ítalo-griegos. Esta bula estuvo en vigencia hasta 1910, regulando la transferencia de clérigos y laicos entre las comunidades de rito griego y de rito latino y especificando que los hijos de matrimonios mixtos debían ser de rito latino.
El 6 de febrero de 1784 fue creado el ordinariato de los Albaneses en Sicilia, con el obispo papàs Giorgio Stassi, titular de Lampsacó, como primer ordinario.
El 3 de febrero de 1919 con la constitución apostólica Catholici fideles otro ordinariato fue creado para los griegos de Calabria con residencia en Nápoles. En 1919 este ordinariato fue elevado a eparquía de Lungro en Calabria, para servir a los albaneses de rito bizantino en la península italiana,
El 26 de octubre de 1937 el ordinariato de Sicilia fue elevado a eparquía de Piana de los griegos con la constitución Apostolica Sedes, con jurisdicción exclusiva del eparca en las comunas de Piana dei Greci —separada de la arquidiócesis de Monreale— y Santa Cristina Gela —separada de la arquidiócesis de Palermo—. Recibió también jurisdicción personal sobre los fieles y las parroquias de rito bizantino de las comunas de Mezzojuso —separada de la arquidiócesis de Palermo— y de Palazzo Adriano y Contessa Entellina —separadas de la arquidiócesis de Monreale—.
Un mes antes de la fundación de la eparquía de Piana al monasterio de rito bizantino de Santa María de Grottaferrata, cerca de Roma, le fue dado el estatus de una abadía territorial, separándola de la jurisdicción del obispo local. El abad pasó a ejercer jurisdicción sobre los monjes y fieles locales de forma similar a un obispo diocesano.
En octubre de 1940 los tres jerarcas encabezaron un sínodo intereparquial que buscó preservar sus tradiciones bizantinas y contó con la presencia de un observador de la Iglesia ortodoxa albanesa. El 25 de octubre de 1941 la eparquía de Piana de los Griegos fue renombrada Piana de los Albaneses.
El 8 de julio de 1960 la bula Orientalis Ecclesiae estableció que la eparquía de Piana comprendiera también a los fieles y las parroquias latinas de las comunas de Mezzojuso, Palazzo Adriano y Contessa Entellina, que hasta entonces dependían de las arquidiócesis de Palermo —la primera— y de Monreale.
En 2004-2005 un segundo sínodo intereparquial fue realizado en 3 sesiones en las que se aprobaron 10 documentos, elevados luego a la Santa Sede para su aprobación.